# Emil Camenisch
Emil Camenisch (* 17. April 1874 in Sarn; † 17. Juli 1958 in Tschappina) war ein Schweizer reformierter Pfarrer und Kirchenhistoriker.

## Leben und Werk
Emil Camenisch wurde am 17. April des Jahres 1874 in Sarn am Heinzenberg im schweizerischen Kanton Graubünden geboren. Er besuchte die Bündner Kantonsschule in Chur und studierte anschliessend  Theologie an den Universitäten Basel und Berlin.
Am 25. Juni 1899 nahm man ihn in Tamins in die evangelisch-rätische Synode auf, womit Camenisch die Berechtigung erhielt, als Pfarrer tätig zu sein. Im gleichen Jahr wurde er Pfarrer in Flerden, Urmein und Tschappina. 1912 wechselte er nach Valendas und Sagogn, wo er rund dreissig Jahre lang blieb. Von der Synode wurde Camenisch zum Vizedekan ernannt, nachdem er zuvor in der Prüfungskommission derselben tätig gewesen war. Von der Gründung 1919 bis zu seiner Pensionierung präsidierte er die Evangelische Vereinigung Gruob und Umgebung. 1943 trat in den Ruhestand, welchen er in Tschappina verbrachte. Fortan widmete er sich verstärkt der Kirchengeschichte. Er verstarb am 17. Juli 1958 an den Folgen einer Krankheit und wurde anschliessend auf dem Friedhof seines Heimatdorfs begraben. 
Die Universität Zürich hatte ihm zu Lebzeiten den Ehrendoktor der Theologie verliehen. Sein umfangreicher Nachlass wird im Staatsarchiv Graubünden aufbewahrt.

## Werke
- Bündnerische Reformationsgeschichte (Chur 1920)
- Dalla Reformaziun a Flem (Chur 1927)
- Die evangelischen Kirchen der Schweiz (Gotha 1935)
- Geschichte der kirchlichen Entwicklung in Thusis und am Heinzenberg vor und nach der Durchführung der Glaubenserneuerung (Thusis 1950)
- Geschichte der Reformation und Gegenreformation in den italienischen Südtälern Graubündens und den ehemaligen Untertanenlanden Chiavenna, Veltlin und Bormio (Chur 1950)